# El Sartorio
El Sartorio – jeden z najstarszych filmów pornograficznych, który przetrwał do dzisiejszych czasów. Powstał prawdopodobnie pomiędzy 1907, a 1912 rokiem, w Argentynie.
Trzy kobiety biorą kąpiel w rzece. W pewnej chwili przybywa diabeł. Mają miejsce sceny pornograficzne.